# Olive et Tom
Cet article concerne l'anime de 1983. Pour le manga, voir Captain Tsubasa. Pour l'anime de 2018, voir Captain Tsubasa (série télévisée d'animation).
 (septembre 2012).
Si vous disposez d'ouvrages ou d'articles de référence ou si vous connaissez des sites web de qualité traitant du thème abordé ici, merci de compléter l'article en donnant les références utiles à sa vérifiabilité et en les liant à la section « Notes et références ».
 (avril 2025).
- Si vous ne connaissez pas le sujet, laissez ce bandeau (vous pouvez alors contacter les auteurs).
- Si vous supprimez le contenu mis en cause (vous pouvez préalablement contacter les auteurs),

argumentez précisément cette suppression dans la page de discussion
(un manque de référence n'est pas un argument ; une recherche réelle de référence doit avoir été effectuée, être formellement documentée).
Autre
Olive et Tom, champions de foot (キャプテン翼, Kyaputen Tsubasa) — également connu sous le titre Olive et Tom — est une série télévisée d'animation japonaise en 128 épisodes de 22 minutes, créée en 1983 d'après le manga Captain Tsubasa de Yôichi Takahashi, produit aux studios Tsuchida Production et diffusé entre le 13 octobre 1983 et le 27 mars 1986 sur TV Tokyo. Cette série adapte les 25 premiers tomes du manga original.
En France, la série a été diffusée à partir du 5 septembre 1988 sur La Cinq dans l'émission Youpi ! L'école est finie. Elle est ensuite rediffusée à partir du 20 avril 1991 dans le Club Dorothée sur TF1. Puis sur Mangas, dans Midi les Zouzous en 2002 sur France 5 et sur Canal+ ou encore du 8 novembre 2011 au 20 janvier 2012 dans Zouzous sur France 5. Le 20 juin 2014, Wat.tv annonce la diffusion de la série sur son site. Un an plus tard, YouTube et Dailymotion proposent également l'intégralité des épisodes gratuitement et légalement sur leur plateforme. La série est aussi disponible en intégralité sur la plateforme MYTF1.
Depuis septembre 2024,  la série est proposée en intégralité et en boucle sur Pluto TV sur une chaine entièrement dédiée.
La série Olive et Tom : Le Retour (Captain Tsubasa: Road to 2002) reprend ces épisodes succinctement puis poursuit l'histoire.
Une nouvelle adaptation en anime par le studio David Production intitulée Captain Tsubasa est diffusée entre avril 2018 et avril 2019 sur TV Tokyo au Japon et en simulcast sur Anime Digital Network dans les pays francophones. Elle est diffusée à partir du 30 juin 2019 sur TF1 puis sur TFX en 2019 avec les 28 épisodes et les épisodes 29 à 52 en 2020.

## Synopsis
Olive et Tom narre l'histoire du jeune Olivier Atton (Tsubasa Ohzora dans la VO), qui rêve de devenir le meilleur footballeur au monde. Il rencontre et affronte tous les meilleurs joueurs du pays, avec lesquels il se lie d'amitié, tels que Thomas Price (Genzô Wakabayashi), Ben Becker (Tarō Misaki) ou encore Bruce Harper (Ryō Ishizaki).

## Personnages principaux
- Alfred Thompson
- Allan Crocker
- Andy Ship
- Arthur Foster
- Bart Johnson
- Ben Becker
- Billy Kramer
- Bob Denver
- Bruce Harper
- Charlie Custer
- Danny Mellow
- David Newman
- Ed Warner
- Franky Gilbert
- Gary Flanagan
- Jack Morris
- James Derrick
- Jason Derrick
- Jill Taylor
- Johnny Mason
- Julian Ross
- Karl-Heinz Schneider
- Mark Landers
- Olivier Atton
- Patty Gadsby
- Paul Diamond
- Philip Callahan
- Ted Carter (Hajime Taki)
- Teo Sellers
- Thomas Price
- Timothy Vance

## Saison 1

### La Newpie
C'est l'histoire d'un jeune garçon du nom d'Oliver, fan de foot et excellent joueur (inspiré de Kazuyoshi Miura). Un jour, Olivier déménage avec sa mère à Fujisawa et rencontre Bruce Harper, joueur de l'équipe de football de l'école Newpie (où il n’y a que 10 joueurs avant qu’Olivier n’arrive) et lance un défi à Thomas Price, gardien de but réputé imbattable de l'équipe de San Francis, école rivale de la Newpie. Si Olivier remporte ce défi, la Newpie gagne le droit de prendre le terrain de football municipal pour s'entrainer. Olivier, après avoir dribblé en beauté tous ses adversaires, parvient à marquer un but à Thomas. Ce dernier lance alors un nouveau défi à Olivier, il doit marquer un but pendant le match du tournoi entre les deux écoles.
Olivier rencontre Roberto Sedinho, un joueur mondialement connu ayant joué pour le Brésil. Ce dernier est venu au Japon car le père d'Olivier lui a conseillé un bon médecin qui pourrait soigner son décollement de rétine. Mais celui-ci ne fait que lui répéter ce que lui ont dit les autres docteurs. Roberto devient alors l'entraîneur d'Olivier et de la Newpie par la même occasion, abandonnant sa prestigieuse carrière. Olivier et son équipe rencontrent l'équipe San Francis au tournoi et cette dernière sera très impressionnée par les progrès de l'équipe adverse et ne parvient pas à marquer un seul but en 1re mi-temps, Olivier non plus d'ailleurs, car celui-ci se contente de défendre. En début de 2e mi-temps, la San Francis ouvre le score. Olivier se rue alors à l'attaque mais n'arrive pas à mettre un but à Thomas Price. Mais à la dernière minute, après avoir effacé la défense adverse, Olivier se retrouve face à Thomas et frappe en force. Le gardien détourne le ballon du poing sur sa propre barre transversale mais Olivier le reprend d'un retourné acrobatique, comme il avait vu Roberto le faire à un entrainement et égalise.
Place aux prolongations mais Bruce Harper, le capitaine de l'équipe est blessé et l'équipe n'a pas de remplaçants : c'est alors que Ben Becker se présente pour le remplacer. Lui aussi est nouveau en ville et est très doué en football. Olivier et Ben surpassent leurs adversaires sur le terrain mais la San Francis, grâce à Price qui avait quitté son but pour tirer, reprend l'avantage. Olivier et Ben, après plusieurs attaques, arrivent tout de même à marquer un but à Thomas et le match se termine sur le score de 2-2. La Newpie et la San Francis sont déclarées toutes deux vainqueurs. Plus tard, une sélection des meilleures équipes de la région pour participer au championnat national est annoncée et Olivier, Ben, Bruce et Tom jouent dans la même équipe : la Newteam.

### Le Championnat National des Écoles
Olivier n'hésite jamais à se surpasser, motivé par son rêve de remporter le championnat national et de partir avec Roberto au Brésil, comme ce dernier le lui a promis. Mais avant cela, il faut déjà remporter le championnat régional. Après avoir surclassé tous ses adversaires, la Newteam est opposé à l'équipe de la Shimada en 1/2 finale. Sans Thomas Price, blessé à une jambe, ils se retrouvent très vite menés 2 à 0. En face, la défense adverse est très solide et est avantagé par la pluie battante qui ralentit toutes les offensives de la Newteam. Mais, durant les cinq dernières minutes, Olivier réalise un coup du chapeau et offre la victoire à son équipe. 
En finale, grâce au retour de Thomas Price dans les cages et à un nouveau triplé d'Olivier, la Newteam bat la Stendton par 3 à 0 et se qualifie donc pour le championnat national.
Thomas Price doit déclarer forfait, car sa blessure à la jambe gauche s'est aggravée. Il demande à Olivier d'emmener la Newteam en finale, le temps que sa blessure guérisse, pour qu'il puisse prendre sa revanche sur Mark Landers qui l'avait humilié auparavant, en lui marquant un but sans qu'il puisse bouger, handicapé par sa blessure. Olivier lui promet de tout faire pour y parvenir et est ensuite nommé capitaine de l'équipe. En parallèle, il entraîne le gardien remplaçant, Allan Crocker, pour que celui-ci arrive à un bon niveau.
Débute alors le championnat national, et la Newteam se retrouve d'entrée face à la Muppet, l'équipe de Marc Landers, un buteur d'une puissance redoutable, d'une rage de vaincre sans limite et n'hésitant pas à tout faire pour gagner. Sur le premier affrontement, les deux joueurs se neutralisent, sur le second, Olivier élimine son adversaire d'un superbe dribble et ouvre le score dans la foulée. Mais sur le troisième duel, Marc Landers tacle Olivier, remonte le terrain et frappe violemment dans le visage d'Allan Crocker, expédié dans ses filets avec le ballon. 
Par la suite, le match se résume à un terrible affrontement entre Olivier et Marc, les deux garçons marquent chacun quatre buts, ce qui n'empêchera pas la Newteam de s'incliner 7 à 6 (but de Danny Mellow à la fin du match et la seule défaite de la Newteam durant tout le manga). Les coéquipiers d'Olivier se retrouvent donc en mauvaise posture, ils devront remporter tous leurs autres matchs de poule pour se qualifier en phase finale, car seules les deux premières équipes de chaque poule auront ce privilège.
La Newteam remporte aisément ses trois matchs suivants et, pour son cinquième et dernier match, se retrouve opposée à la terrible Hot Dog des jumeaux Derrick, deux excellents attaquants. La Newteam ouvre très vite le score grace à Olivier et mène à la mi-temps par 1 à 0. En début de seconde période, les Derrick mettent au point une technique qui leur permet d'égaliser : Jason effectue un long lob en avant, James s'appuie sur le poteau, s'élève dans les airs et recentre le ballon vers Jason qui reprend de volée. Le score est alors de 1-1. Quelques minutes plus tard, les jumeaux Derrick réalisent une nouvelle acrobatie : ils montent chacun sur un poteau et frappe tous les deux le ballon en même temps. Heureusement, Allan Crocker réalise une superbe parade, mais le ballon revient sur Bruce Harper, qui a remplacé un autre défenseur qui s'était blessé, et celui-ci dévie son dégagement qui termine dans ses propres filets. 
Bruce, bien décidé de se rattraper, arrache le ballon aux Derrick, sur le point de marquer un troisième but. Il remonte tout le terrain et frappe, Ben Becker surgit et d'une reprise, arrache l'égalisation. Il reste cinq minutes à jouer et la Newteam pousse, en vain, car la Hot Dog s'est replié en défense pour tenir le nul, synonyme de qualification. Mais, à une minute de la fin, Olivier s'inspire de ses adversaires pour les piéger : il s'appuie sur le poteau, puis sur la barre et marque d'un retourné acrobatique. La Newteam l'emporte 3 à 2, et se qualifie pour la phase finale.
En 1/8e de finale, la Newteam est opposée à la Norfolk, l'équipe de l'immense gardien Théo Sellers, considéré comme meilleur que Thomas, car toujours invaincu. En début de match, il confirme sa réputation d'invincible en bloquant tous les tirs adverses. C'est d'ailleurs lui qui, sur un long dégagement à destination de son attaquant, offre l'ouverture du score à son équipe. Encore une fois, la Newteam est en position délicate. 
Mais sur une attaque, Olivier déclenche un tir qui échappe aux mains de Sellers, qui avait dans un premier temps bloqué le ballon mais qui s'est laissé surprendre par l'effet et égalise. Ce but change tout, car il fait perdre la confiance inébranlable que Sellers avait en lui. La Newteam inscrit quatre autres buts, dont le dernier par Olivier, qui dribbla Sellers qui voulait le blesser pour se venger de l'avoir humilié. Après cette victoire 5 à 1, la Newteam gagne par 7 à 0 contre son adversaire suivant, se qualifiant ainsi pour les demi-finales.
La Newteam est alors opposée à la Mambo emmené par l'As de cristal, Julian Ross, le joueur le plus talentueux de sa génération. Mais celui-ci a un secret que peu de personnes connaissent : il a un problème cardiaque, qui l'empêche de jouer au football et ainsi, cette demi-finale est le dernier match qu'il dispute. Olivier a été mis au courant de cela par son amie d'enfance, Tippy, également secrétaire de la Mambo. Ainsi, Olivier n'arrive pas à se motiver et préfère laisser gagner Julian et son équipe, qui mène par 3 à 1 en seconde période. Poussé par ses coéquipiers, et notamment Thomas qui est venu assister à la rencontre, le capitaine de la Newteam se remobilise. Julian lui demande de jouer à fond, pour que son dernier match soit exceptionnel. Olivier marque deux buts et ramène le score à 3 partout. 
Mais à trois minutes de la fin, Julian Ross se lance dans une ultime offensive en solitaire. Au bout de sa course, il est stoppé par un coup de coude involontaire en plein cœur, de la part de Bob Denver et s'écroule. Olivier se précipite pour récupérer le ballon, mais Julian se ressaisit. Les deux joueurs frappent en même temps dans le ballon, qui décolle dans les airs. Julian se relève et reprend de volée, donnant l'avantage à son équipe. La Mambo se replie en défense, dirigée par Julian Ross qui, appuyé à son poteau de but, donne des ordres à ses coéquipiers. À une minute de la fin, Ben Becker frappe au but mais le gardien s'interpose, Olivier récupère du bout du pied, mais se retrouve encerclé par cinq joueurs, comme demandé par Julian Ross pour conserver l'avantage jusqu'au bout. Alors, Olivier frappe à la verticale et s'élève dans les airs pour effecteur un retourné acrobatique. Ce coup de génie surprend tout le monde, mais le ballon prend la direction de Julian, qui s'apprête à dégager le ballon. Au moment de frapper, il se fait devancer par Ben Becker, qui marque d'une magistrale tête plongeante : 4-4 à quelques secondes de la fin. 
Dès la remise en jeu, Olivier, voulant gagner tout de suite pour éviter une séance de tirs au but, récupère le ballon et remonte tout le terrain. À l'entrée de la surface, il frappe en force. Julian ne peut intervenir et c'est le but. La Newteam se qualifie de justesse pour la finale, alors que Julian remercie ses adversaires pour ce superbe match, avant de faire un malaise. Conduit à l'hôpital, il décide de se faire opérer, car c'est la seule chance pour lui de pouvoir continuer de jouer au football. Le soir à leur hôtel, les joueurs de la Newteam se jurent de gagner le championnat en l'honneur de Julian.

### La finale du championnat: Newteam vs. Muppet
La Newteam affronte en finale la Muppet, contre qui elle avait perdu en match d'ouverture du championnat. 
Le match est l'occasion pour Thomas Price de reprendre sa place dans les buts, et ainsi prendre sa revanche sur Marc Landers. Dans les buts de la Muppet, on retrouve Ed Warner qui, à l'image de Thomas, a raté tous les matchs de son équipe pour cause de blessure. Tout est réuni pour assister à un grand match.

## Saison 2

### Deux ans plus tard
Deux ans plus tard Olivier et la Newteam, désormais double champions, remettent leur titre en jeu. Après avoir aisément remportés tous leurs matchs d'éliminatoires régionaux, ils sont opposés en finale à la Majestic d'Otomo, dans laquelle évoluent 4 anciens joueurs de la Newteam, à savoir Morris, Custer, Gilbert et Taylor. Cette équipe compte surtout dans ses rangs le jeune Patrick Everett et son fameux « tir du faucon ». Durant la première période, Olivier marque « à la culotte » Everett, l'empêchant ainsi d'attaquer. À la dernière minute, Olivier passe à l'attaque et marque depuis les 30 mètres, ne laissant aucune chance à Simon Garrett, qui avait tout arrêté jusque-là. En deuxième mi-temps, Everett tente souvent sa chance, mais se montre trop maladroit. La Newteam se procure des occasions mais sans parvenir à doubler la mise et semble à la peine physiquement. Après l'heure de jeu, Otomo obtient un coup-franc. Everett le frappe, mais Bruce le repousse sur Everett qui peut alors exécuter son fameux tir, mais Olivier, après avoir pris appui sur le poteau, sauve le ballon de la tête. Le contre est mené par Paul Diamond, qui transmet à Olivier, celui-ci élimine les quatre défenseurs adverses et frappe, mais Garrett est à la parade. Il dégage sur Morris qui alerte Everett. Ce dernier, enfin libéré du marquage d'Olivier, reprend de volée avec son « tir du faucon » qui surprend Allan Crocker, et signe ainsi le but de l'égalisation.
La Newteam ne se démoralise pas et repart à l'attaque. À la conclusion d'un superbe mouvement collectif qu'il a lui-même initié, Olivier trompe Garrett d'une volée surpuissante. 
L'Otomo y croit encore et se lance à l'attaque, mais la défense de la Newteam se montre infranchissable. Au bout d'une contre-attaque, Ted centre devant le but. Olivier récupère et frappe devant le but, où Ted se jette pour marquer d'une tête plongeante. 
Bien que le match soit déjà joué, la Majestic d'Otomo et son capitaine Jack Morris continuent de se battre jusqu'au bout. Il envoie un long ballon vers Everett, mais l'arbitre siffle la fin du match, néanmoins l'attaquant poursuit son effort et marque un second but. Celui-ci n'est bien sûr pas validé et la Newteam l'emporte par 3 à 1 et se qualifie pour le championnat national des collèges.
La dernière finale régionale oppose la Toho de Marc Landers à la Mambo de Julian Ross, enfin débarrassé de ses problèmes cardiaques.
Le score est de 3 à 0, triplé de Landers, quand « le petit prince » entre en jeu pour tenter d'inverser la tendance. C'est son grand retour sur les terrains, après deux ans d'absence. Dès sa première action il se joue, avec sa classe habituelle, de toute la défense adverse et s'en va tromper Ed Warner, invaincu jusqu'ici en éliminatoires.
Juste avant la mi-temps, Julian a une nouvelle belle occasion mais cette fois-ci, Warner est à la parade. En deuxième mi-temps, la Mambo met la pression pour revenir, mais la défense de la Toho et Warner se montrent solides face à Julian, qui parviendra néanmoins à réduire le score d'un fabuleux retourné acrobatique. Mais celui-ci s'effondre, encore à cause de son cœur, mais il assure à son entraîneur qu'il peut continuer de jouer. Le jeu reprend, mais à la suite d'une lutte acharnée avec Landers, il est victime d'un malaise et s'écroule. À la surprise générale, Landers reste près de Julian alors que la Mambo se lance à l'attaque. Heureusement, Warner réalise un arrêt exceptionnel et préserve l'avantage. Julian sort sous l'ovation d'un public admiratif, deux minutes avant le coup de sifflet final, qui voit donc la victoire de la Toho par 3 à 2.
Après le match, l'ancien entraîneur de Marc, Jeff Turner, vient le voir dans les vestiaires et le critique ardemment, le traitant de « fillette » et le comparant à un tigre mis en cage. 
Marc quitte son équipe, sans la prévenir et rejoint son ancien entraîneur pour s'entraîner avec lui et redevenir le joueur qu'il était. Apprenant ceci, l'entraîneur de la Toho décide de l'exclure de l'équipe : Marc Landers ne participera pas au championnat national.
S'entraînant sur la plage et dans l'eau, en pleine tempête, pour se muscler et retrouver son esprit guerrier, Marc redevient le prédateur qu'il était : le tigre a brisé sa cage.

### Le Championnat National des Collèges
Le championnat national des collèges débute. La Newteam, en tant que tenant du titre, ouvre la compétition et est opposé à la Alarm, tombeur de la Norfolk en éliminatoires. Cette équipe est emmenée par Ralph Peterson, un arrière gauche très rugueux et à la lourde frappe, chargé de marquer Olivier. Il le blesse violemment .Olivier est transporté à l'hôpital ou il rêve et fait un flashback sur le tournoi de Paris.   

### Le Tournoi de Paris
Ce nom ravive les souvenirs des personnes présentes dans la salle. En effet, à l'issue du championnat national des écoles, avait eu lieu un tournoi organisé en Europe, et plus exactement à Paris. Une sélection des meilleurs joueurs japonais avait été créée par Kirk Pearson, pour défendre les couleurs du Japon.

## Voix françaises
- Mathias Kozlowski : Olivier Atton / Ed Warner / Jack Morris / Bob Denver / Peter Colby  / Peter Shake
- Fabrice Josso : Thomas Price / Ben Becker / Patrick Everett / Kirk Pearson / Timothy Vance
- Joëlle Guigui : Mark Landers / Bruce Harper / Julian Ross / Mme Atton / Grace
- Vincent Ropion : Roberto Sedinho / M. Atton / Jeff Turner (1re voix)
- Virginie Ogouz : Danny Mellow (1re voix) / Arthur
- Barbara Tissier : Patty Gasby / Philippe Calahan / Jenny / James Derrick / Danny Mellow (2e voix) / la maman de Bruce
- Anneliese Fromont : Allan Crocker / Sandy Winter / Tippy / Ted Carter / Jason Derrick / Suzie Spencer
- Pierre Fromont : Clifford Yuma / Freddy Marshall / Paul Diamond / Keith Coleman / le commentateur
- Emmanuel Curtil : Ralph Peterson / Karl Heinz Schneider / Ray Thompson / Jeff Turner (2e voix) / Roberto Sedinho (2e voix) / Michael Hilton
- Jean-Claude Corbel : chanson du générique[7]

Source : Planète Jeunesse.

## Épisodes
Première saisonShôgakusei Hen [Partie Primaire]
1. La rencontre
2. L'avant-centre brésilien
3. La première victoire
4. À la veille du grand match
5. Le grand jour
6. Le grand match
7. L'esprit d'équipe
8. Le remplaçant
9. Une attaque de choc
10. Le chemin du Brésil
11. Le défi de Mark
12. La blessure de Thomas
13. La défense de Shimada
14. Patty a une rivale
15. L'enjeu
16. Un gardien sur la touche
17. Capitaine Olivier Atton
18. Duel en trois manches
19. La victoire à n'importe quel prix
20. Une dure bataille
21. Les larmes d'un capitaine
22. En route pour la finale
23. Le coup du sort
24. En route pour Tokyo
25. Le meilleur goal du championnat
26. Le grand secret de Julian Ross
27. L'étau se resserre
28. Duel au sommet
29. Flynet contre Muppette
30. La New-Team en demi-finale
31. Deux beaux champions
32. La tactique du hors-jeu
33. Le cas de conscience
34. Le champion ne renonce jamais
35. Le sacrifice d'un champion
36. Le but de la dernière chance
37. Jusqu'au dernier souffle
38. Le tigre
39. Le jour J
40. Le dernier rempart
41. Mark contre Tom
42. La prise de conscience
43. Un véritable ami
44. La promesse de Mark
45. Une équipe en crise
46. Tous pour un
47. Un vent de panique
48. Un match à couper le souffle
49. Qui prendra l'avantage ?
50. Le but annulé
51. Atton contre Landers
52. La New-Team en défense
53. Le tandem de choc attaque
54. Les blessures se réveillent
55. Le départ de Roberto
56. Départs en série

Deuxième saisonChûgakusei Hen [Partie Collège]
1. Le tir du faucon
2. Vers une troisième victoire
3. La finale des éliminations
4. Le faucon perd ses plumes
5. Le tir de l'aigle
6. En pleine bagarre
7. Le retour de Julian Ross
8. Julian Ross renverse le jeu
9. Ben et Thomas en Europe
10. Jusqu'au bout de mes forces
11. Le tigre en cage
12. Chacun sa photo
13. Le tigre brise sa cage
14. Ralph Peterson l'impitoyable
15. Les arrières marquent aussi
16. Le tir de la dernière chance
17. Olivier pourra-t-il jouer ?
18. La catapulte infernale
19. Toujours plus difficile
20. La malchance s'en mêle
21. Qu'est-il arrivé à Mark ?
22. Les quarts de finale
23. Les efforts de la Flynet
24. Le géant
25. La New-Team dans une mauvaise passe
26. La confiance retrouvée
27. La force de frappe
28. L'union fait la force
29. Vers les demi-finales
30. Dix contre un
31. Le jeu de passe
32. Les brigades du tigre
33. La lettre d'Italie
34. Le choix des meilleurs
35. Les amoureuses
36. Le raz de marée
37. Un beau geste
38. Attaque à outrance
39. L'héroïsme d'un capitaine
40. Les pleurs de Jenny
41. Mark sélectionné
42. Souvenir d'Europe
43. Puissante Angleterre
44. Rencontre au sommet
45. France-Japon
46. À la rencontre du Kaiser
47. Du rêve au cauchemar
48. À une seconde près
49. Docteur Nakata
50. Le retour de Landers
51. Une tactique à revoir
52. La balle à effet
53. Le tir du tigre
54. Le triomphe de Landers
55. Olivier contre le tigre
56. Le choix d'Olivier
57. Vive Bob et Bruce
58. Landers en défense
59. La fièvre monte
60. Le but de la victoire
61. Le 4e but
62. À bout de souffle
63. La bataille des chefs
64. Capitaine courageux
65. La civière
66. La guerre des avants
67. Olivier en défense
68. Le tigre ne se rend pas
69. La double victoire
70. Tom, mon meilleur ami
71. Souvenirs, souvenirs
72. Une équipe de champions

La suite de l'histoire se trouve dans Olive et Tom : Le Retour (Captain Tsubasa: Road to 2002)... Du moins pour la France car au Japon, la série originale se poursuit dans la série d'OAV (de 1989) en 13 épisodes (Coupe du monde Junior de Paris) nommée Shin Captain Tsubasa, portant la série d'origine au total de 141 épisodes. La série Captain Tsubasa J (de 1994) reprend la partie École Primaire sur les 36 premiers épisodes, puis saute sans les traiter les parties lycée et tournoi de Paris pour reprendre au moment où Tsubasa joue au Brésil. La série traite ensuite d'un tournoi nommé la World Youth mais n'en traite que les premiers matchs avant de stopper brutalement (les matchs World Youth traités ne sont pas repris dans Olive et Tom : Le Retour et la World Youth elle-même n'y est pas abordée alors que le titre existe en version papier). Il existe 5 films cinéma de la série, seul le 5ème, Holland Youth (de 1995), est tiré d'un manga de l'auteur sur la licence et est donc canon à la franchise et son histoire se situe entre la fin de la série d'origine (épisode 128) et le premier épisode de la série d'OAV Shin Captain Tsubasa (épisode 129) ou si l'on préfère entre les épisodes 19 et 20 de la série Olive et Tom : Le Retour.

## Anecdotes
- L'instrumentale utilisée pour le générique français de la série, provient du second générique italien d'une autre série d'animation japonaise, Lupin III (plus connue en France sous le nom d’Edgar de La Cambriole). Voir : Olive et Tom, champions de foot (chanson).
- Olivier Atton joue au milieu de terrain et cite, dans l'épisode 57, les noms de Michel Platini et Diego Maradona qui jouaient au milieu eux aussi.
- Pour la saison 2025-2026, l'équipe de football du Valenciennes FC joue avec des maillots inspirés de Olive et Tom pour ses matchs à l'extérieur